# Marco Titio Frugi
Marco Titio Frugi (en latín Marcus Tittius Frugi) fue un senador romano del siglo I, que desarrolló su carrera política bajo los imperios de Claudio, Nerón, Vespasiano y Tito. 

## Carrera política
Su primer cargo conocido fue el de Legatus legionis de la Legio XV Apollinaris en Judea durante la primera guerra judeo-romana en 68/69 a las órdenes de Vespasiano y Tito. Después fue consul suffectus en 80, bajo Tito.